# DSB MY (II)
Die Baureihe MY (II) sind dieselelektrische Lokomotiven, die Danske Statsbaner (deutsch Dänische Staatsbahnen) ab Mitte der 1950er Jahre beschaffte, um Dampflokomotiven auf Hauptbahnen mit hoher Achslast zu ersetzen.

## Vorgeschichte
Bereits in den späten 1940er Jahren war DSB in Kontakt mit dem General-Motors-Konzern (GM). Dort wurde die Staatsbahn auf die seit 1939 gebauten amerikanischen Standardlokomotiven der F-Reihe von Electro-Motive Diesel (EMC), damals eine Tochter von GM, aufmerksam.
Das Konzept von EMC sah vor, mehrere dieser 108 Tonnen schweren Lokomotiven zu einer mehrteiligen Einheit zu kuppeln, um so die für eine bestimmte Traktion benötigte Leistung zu erhalten. Die als A-Units bezeichnete Variante war mit einem kompletten Führerstand an nur einem Ende ausgerüstet. Diese Maschinen waren überwiegend für den Güterzugdienst bestimmt. Eine Personenzugvariante erschien als E-Reihe von EMC schon 1937, die die Achsfolge (A1A)(A1A) aufwies und über zwei Motoren mit insgesamt 2000 PS Leistung, später bis 2400 PS, verfügte. 1941 übernahm General Motors die EMC und Winton Company und brachte beide Firmen als Electro Motive Division (EMD) in den Konzern ein. Gleichzeitig wurde der neue EMD-567-Motor vorgestellt, der fast allen GM-EMD-Loks bis 1965 als Antrieb dienen sollte.
Die Bezeichnung NOHAB AA16 für die europäische Lizenz-Variante erfolgte nach dem Lizenznehmer Nydqvist och Holm AB / NOHAB im schwedischen Trollhättan, der 1949 die Lizenzen zum Bau von EMD-Dieselloks erhielt. Diese dieselelektrische Lok wurde von vielen Bahnverwaltungen in Ost- und Westeuropa in Varianten mit den Achsfolgen Co’Co’ oder (A1A)(A1A) beschafft.
Nydqvist och Holm überarbeitete die Konstruktion, wobei das engere UIC-Umgrenzungsprofil eine wesentliche Rolle spielte. Das Dach musste stärker als bei den Übersee-Lokomotiven zur nunmehr tiefer liegenden Dachseitenkante gekrümmt werden. Dies hatte Auswirkungen auf die Lage der Seitenfenster, die dadurch weiter herunter gezogen wurden. Somit mussten die Außenenden der Führerstands-Frontscheiben etwas mehr nach unten gezogen werden, was ihnen ihr markantes, etwas trapezförmiges Aussehen verlieh. Die typische Vorderschnauze wurde noch stärker als bei den amerikanischen und australischen Modellen geneigt, um die Stoßkräfte der in Europa üblichen Seitenpuffer besser aufnehmen zu können.

## Beschaffung und technische Daten

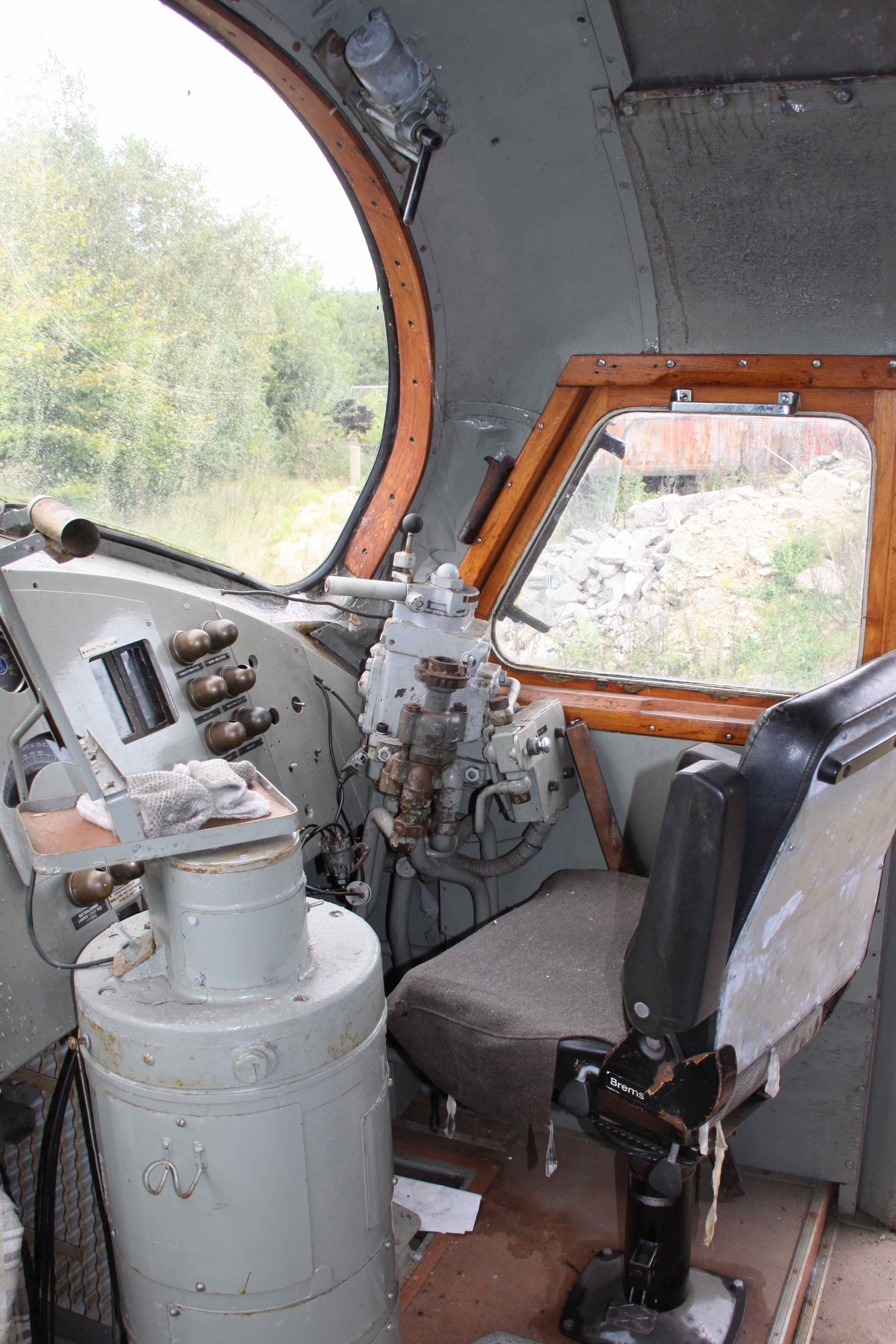
Führerstand der MY (II) 1104 (2016)

Zwischen 1954 und 1958 sowie zwischen 1964 und 1965 wurden 59 Lokomotiven des Typs MY (II) beschafft. Sie wurden sowohl für Güter- wie auch für Personenzüge eingesetzt. Aufgrund ihrer Achslast waren sie nicht freizügig einsetzbar, da verschiedene Nebenbahnen nur für eine geringe Achslast zugelassen waren.
Frichs baute den mittleren Teil des Lokkastens, den Rahmen und die Drehgestelle. Ab Nr. 1105 lieferte Thrige die Fahrmotoren und Titan den Hilfsgenerator und andere Teile. Der Dieselmotor treibt einen Generator, der die Elektrizität für die Fahrmotoren erzeugt.
Alle MY(II)-Loks hatten die Einrichtung zur Vielfachsteuerung für Mehrfachtraktion, die nach US-Norm mit 650 Volt Gleichstrom arbeitete. Einzelne Lokomotiven waren mit dem ITC-Fernsteuersystem ausgestattet. Die MY 1154 und 1156 bis 1159 erhielten darüber hinaus Steuereinrichtungen für den Wendezugeinsatz im Kopenhagener Vorortverkehr.
Wie alle dänischen Loks und Wagen waren die Lokomotiven bis 1972 in einem braunen Farbton gehalten. Danach wechselte die Farbgebung auf einen schwarzen Anstrich mit rot abgesetzten Fahrzeugenden.
Bei den Nr. 1154 und 1155 wurde zwischen 1977 und 1985 die Dampfheizkessel für die Zugheizung ausgebaut, 1996 erhielt Nr. 1154 den Namen Camilla  und 1155 den Namen Jeanette. Bei den Nr. 1157, 1158 und 1159 wurde 1986/87 der Dampfheizkessel für die Zugheizung ausgebaut und die Lokomotiven mit einer Einrichtung zur elektrischen Zugheizung versehen. Die Lok 1157 erhielt 1996 den Namen Katrine und 1158 den Namen Britta.
1994/95 erhielten die Lokomotiven Rangierplattformen an beiden Frontseiten.
Nach der Auslieferung der ersten Reihe der in Schweden gebauten MY-Lokomotiven entwickelte sich politischer Druck, eine ähnliche dänische Diesellok zu entwickeln und zu bauen. Zwei Prototypen der Baureihe MY (I), die MY 1201 und 1202, wurden gebaut und 1957 und 1960 von Frichs geliefert. Sie waren mit einem Dieselmotor von Burmeister & Wain ausgestattet, während Thrige-Titan die elektrische Ausrüstung herstellte. Das Projekt war jedoch kein Erfolg, weshalb die folgenden Serien von NOHAB geliefert wurden.

### DSB MY(II), 1. Lieferserie
Die ersten vier Lokomotiven der Serie, MY (II) 1101–1104, wurde 1954 geliefert. Sie hatten eine Höchstgeschwindigkeit von 133 km/h und waren in der Variante mit zwei dreiachsigen Drehgestellen, somit der Achsfolge (A1A)(A1A) gebaut worden. Sie wurden mit dem 16-Zylinder-567-B Motor mit 1500 PS ausgeliefert.

### DSB MY(II), 2. Lieferserie
Die zweite Serie mit 40 Lokomotiven, MY (II) 1105–1144, wurden zwischen 1956 und 1958 an DSB übergeben. Die Nummer 1105 hatte noch den 16-Zylinder-567-B-Motor mit 1500 PS, die Serie wurde ab der Betriebsnummer 1106 mit 567-C-Motoren mit 1700 PS ausgestattet.

### DSB MY(II), 3. Lieferserie
Nach mehrjähriger Pause übernahmen DSB zwischen 1964 und 1965 weitere 15 Lokomotiven, MY (II) 1145–1159. Diese Serie wurde mit 567-D-Motoren mit 1950 PS ausgestattet.

### DSB MV(II)
Sechs Lokomotiven der Reihe MY (II), die nach einer Instandsetzung statt des 567-C-Motors im Tausch den B-Motor erhielten, wurden 1968 als MV (II) eingereiht (1101, 1102, 1104, 1109 und 1134). 1974 folgte MV 1144.
Die MV (II) 1101 erhielt 1984, die 1104 1973 und die 1134 1981 wieder ihre alte Baureihenbezeichnung MY (II).
- 1102: 1986 ausgemustert, 2005 verschrottet
- 1109: 1985 ausgemustert, 1986 verschrottet
- 1144: 1987 ausgemustert, 2005 verschrottet

## Einsatz und Verbleib
Bei den DSB wurden die Lokomotiven für sämtliche Zugarten verwendet, in ihren letzten Betriebsjahren noch vor leichten und mittelschweren Güterzügen. Seit 1992 wird dieser Lokomotivtyp bei den DSB nicht mehr planmäßig eingesetzt.

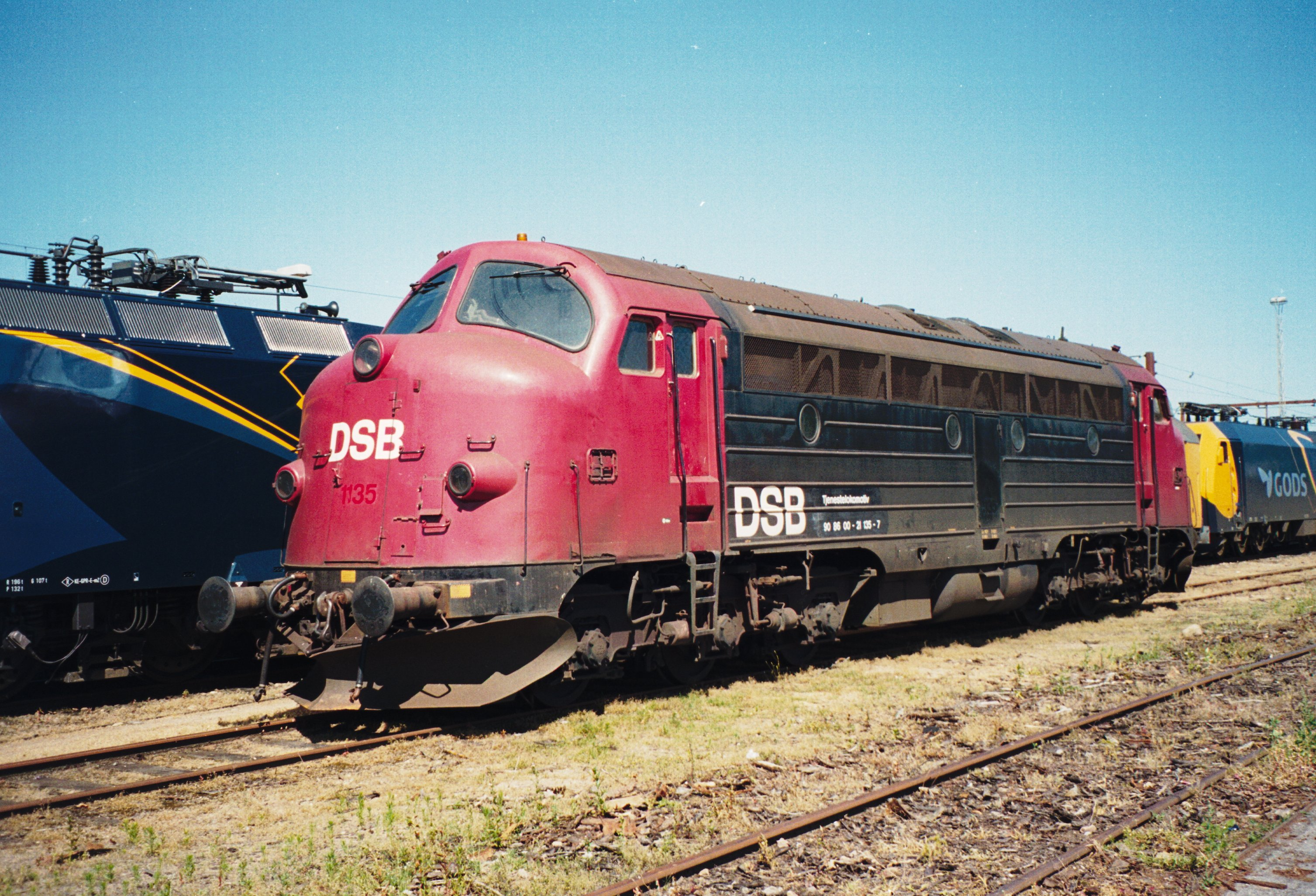
Die ehemalige 1135 als Bahndienstfahrzeug in Vojens

Einige der Maschinen wurden von den DSB ausgemustert und verschrottet oder einer besonderen Verwendung zugeführt:
- 1103: ausgemustert 1987, verschrottet 1989
- 1104: 1993 bis 2007: GM-Gruppe Norwegen, seit 2007: Peter Malmqvist, privat (steht in Gedser Remise)
- 1106: 1988 als Ersatzteilspender an Norges Statsbaner, verschrottet 1992
- 1107: ausgemustert 1993, 1998 als Ersatzteilspender an Dansk Jernbane-Klub, verschrottet 2000
- 1112: ausgemustert 1993, Jernbanemuseet Odense
- 1114: ausgemustert 1994, verschrottet 1999
- 1115: ausgemustert 1995, verschrottet 1999
- 1117: ausgemustert 1992, verschrottet 1997
- 1119: ausgemustert 1995, verschrottet 1999
- 1126: verliehen vom 8. Februar bis 1. März 1994 an NSB, Einsatz bei den Olympischen Winterspielen in Lillehammer, 2002 an Dansk Jernbane-Klub
- 1129: ausgemustert 1994, Frontpartie seit 1994 im Jernbanemuseet Odense
- 1130: ausgemustert 1992, verschrottet 1996
- 1133: ausgemustert 1990 nach Brand, danach verschrottet
- 1135: 1999 Dienstfahrzeug 90 86 00-21 135-7, stationiert in Randers für Schneepflugeinsätze
- 1136: ausgemustert 1986, verschrottet 1988
- 1137: ausgemustert 1993, verschrottet 1997
- 1139: ausgemustert 1992, verschrottet 2005
- 1140: ausgemustert 1988, verschrottet 1989
- 1159: 2001 für DSB Museumstog

Bei den dänischen Privatbahnen ist die Lok im Güterverkehr weiterhin im Einsatz und seit dem Rückzug von Railion Denmark A/S aus der Fläche sind die Privatbahnen mit ihren Lokomotiven wieder verstärkt gefragt. Die Lokomotiven wurden zudem an andere europäische Bahnunternehmen, vornehmlich in Schweden, verkauft oder nach Ungarn abgegeben und werden dort weiterhin eingesetzt.
In Deutschland haben einige Lokomotiven häufiger den Eigentümer gewechselt: Nach Einsätzen der Eurotrac-Lokomotiven bei der Norddeutschen Eisenbahn-Gesellschaft (NEG), bei Eichholz Verkehr und Logistik sowie Eichholz Eivel GmbH wurden sie an verschiedene Unternehmen weiterverkauft.

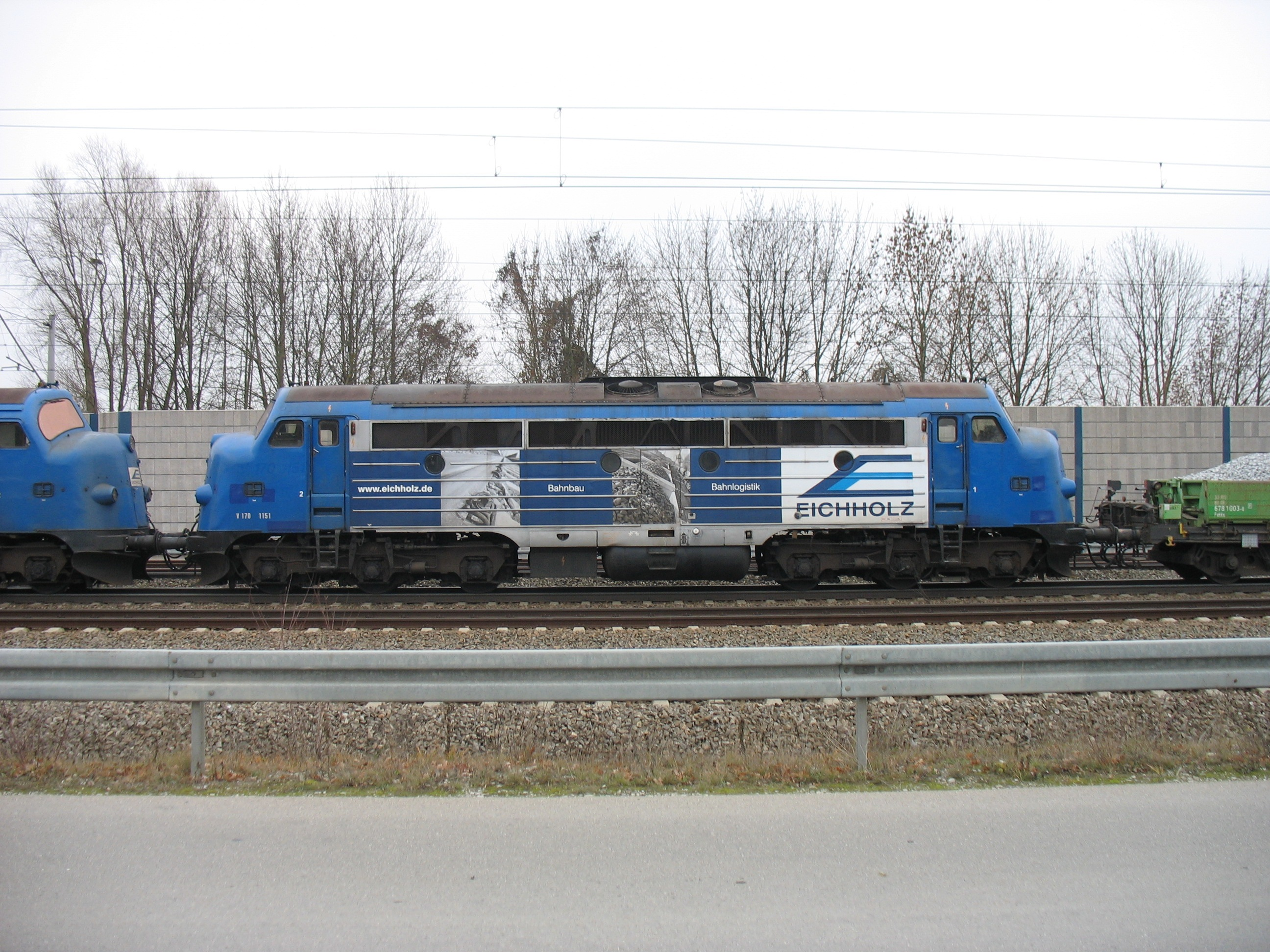
V 170 1151 in Kissing

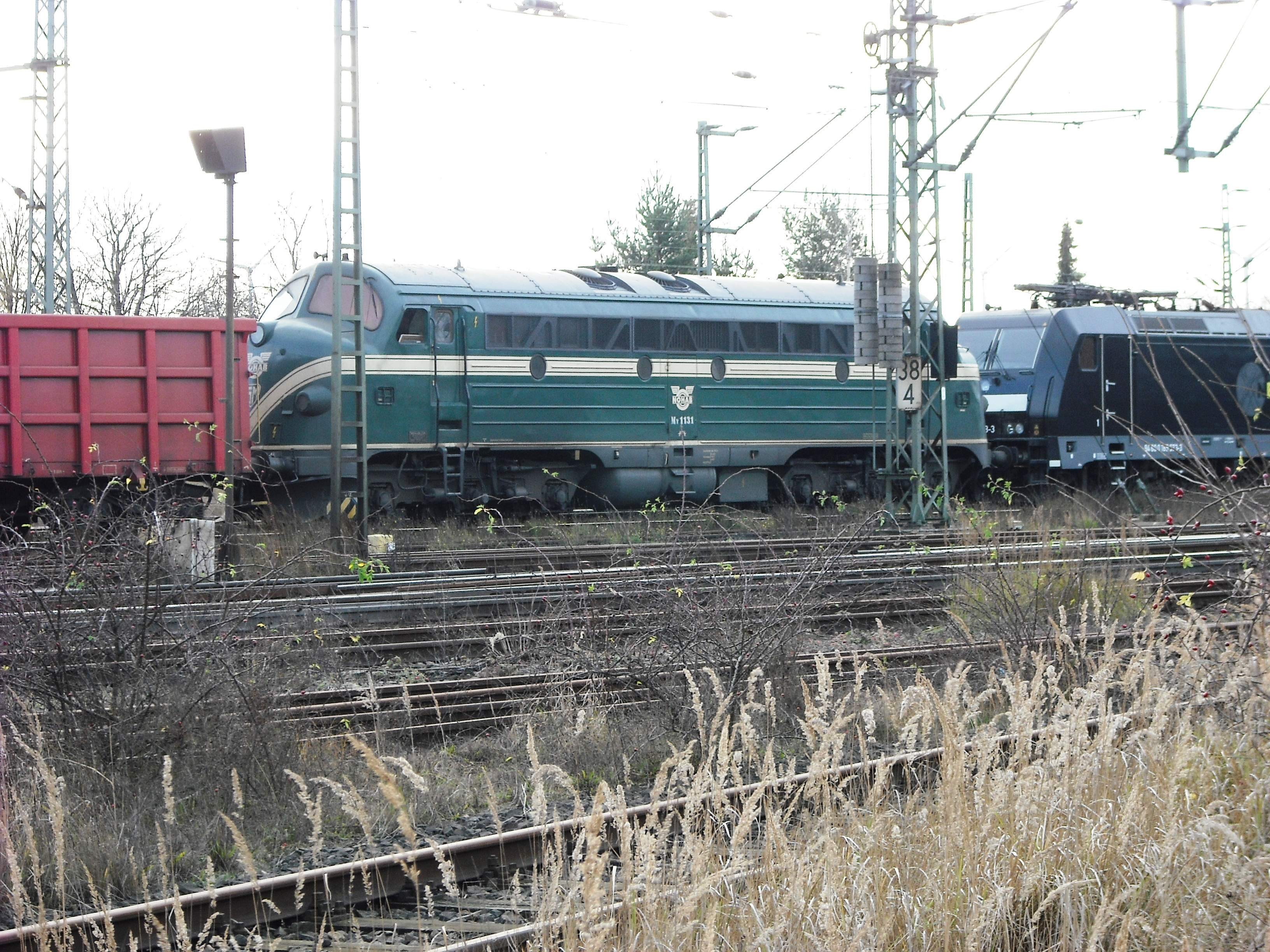
MY 1131 im Bahnhof Helmstedt

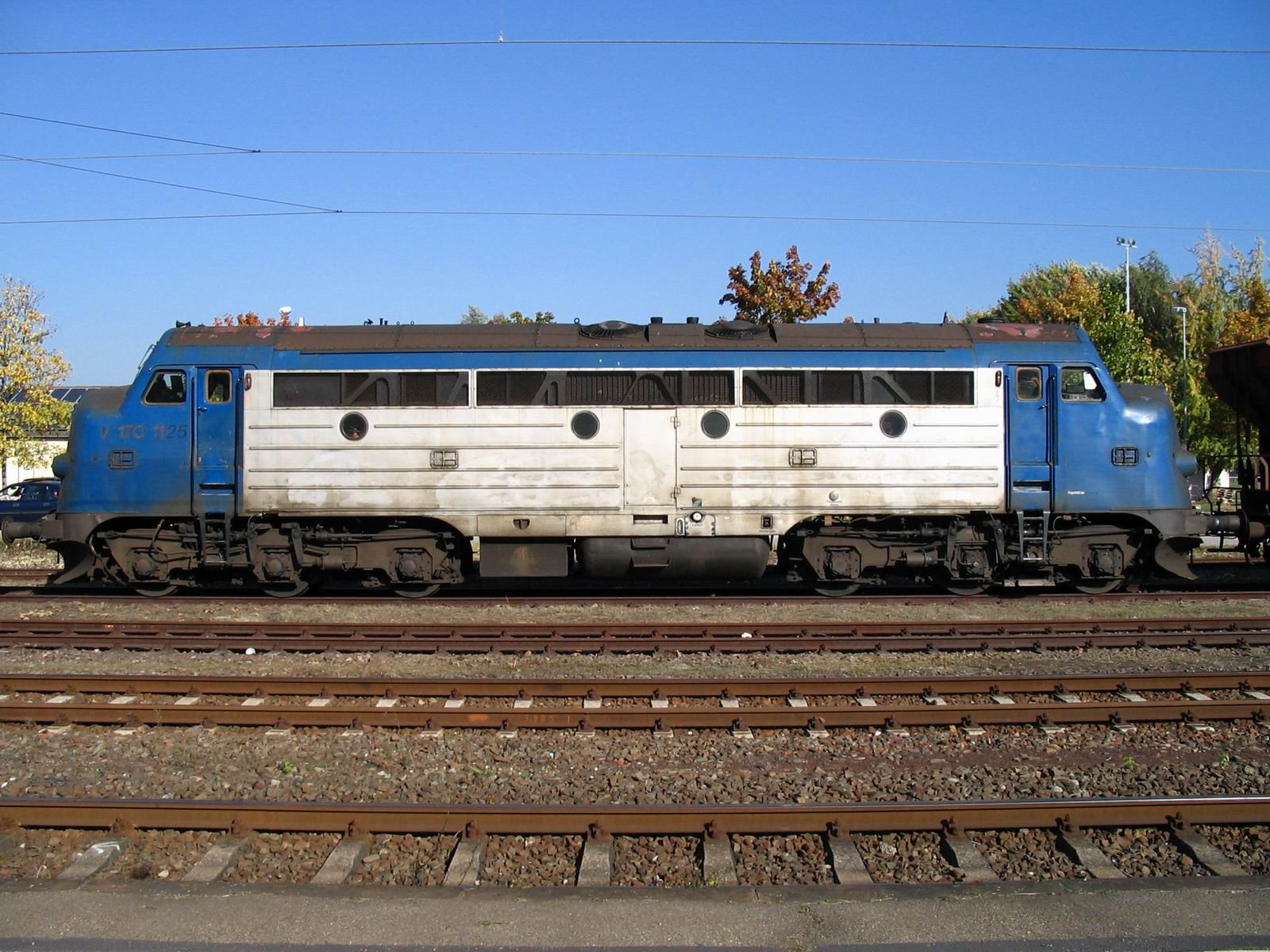
Seitenansicht der V170 1125

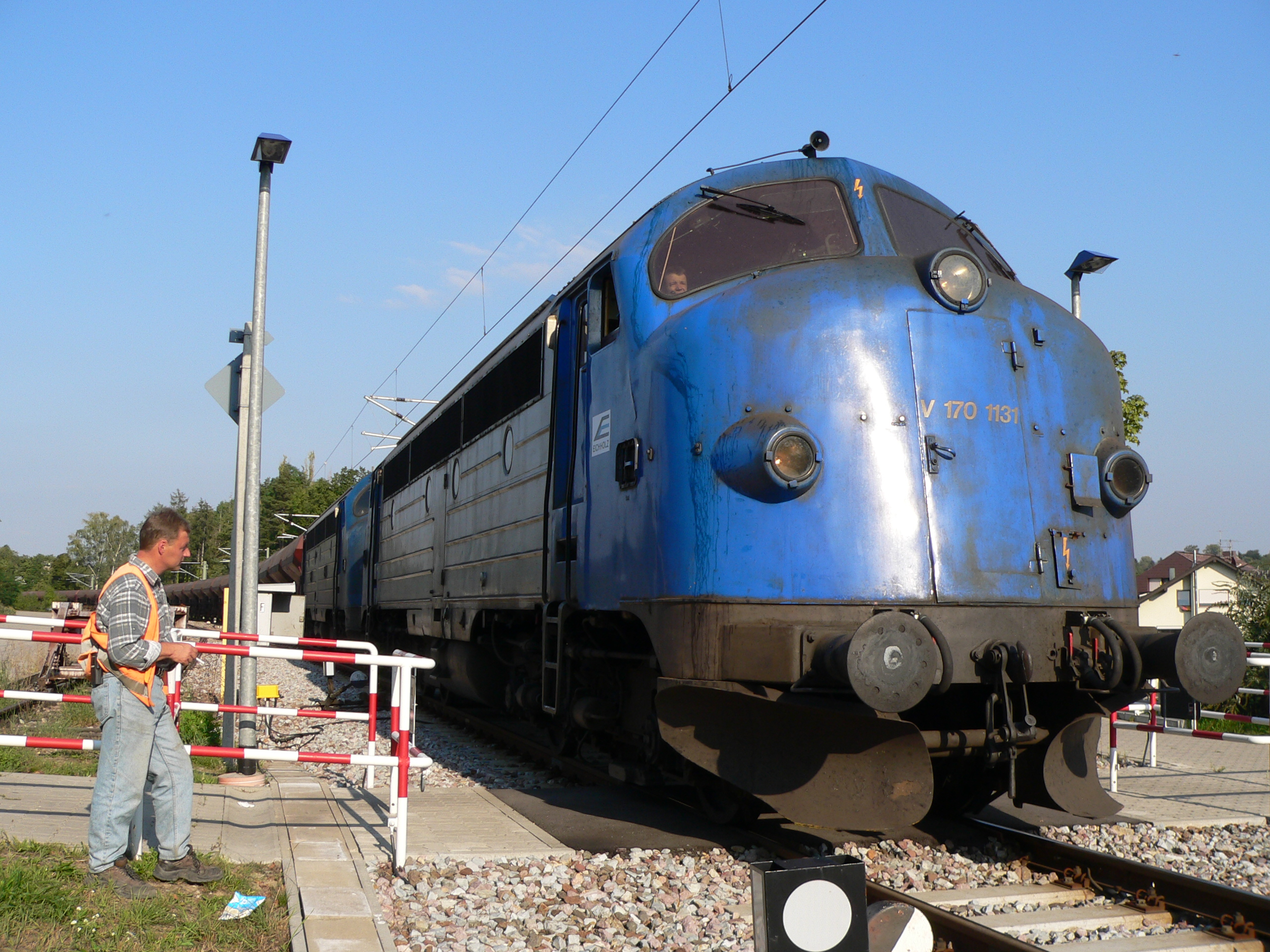
Die ehemalige MY 1131

### IGAB TMY (Inlandsgods AB, Schweden)
- 1105: 2003 von DSB - TMY 1105 - 2007 an Bantåg Nordic AB
- 1132: 2003 von PBS - TMY 1132 - 2007 an Tågab
- 1141: 2005 von BK Tåg AB - TMY 1141 - 2007 an Tågab
- 1150: 2003 von TGOJ - IGAB TMY 1150 - 2007 an Bantåg Nordic AB
- 1156: 2005 von TGOJ - IGAB TMY 1150 - 2007 an Tågab
- 1157: 2004 von TGOJ - IGAB TMY 1157 - 2007 an Bantåg Nordic AB

### Bantåg Nordic AB
- 1105: 2007 von Inlandsgods AB - Bantåg TMY 1105 - 2008 an Railcare T AB
- 1150: 2007 von Inlandsgods AB - Bantåg TMY 1150 - 2008 an Railcare T AB
- 1157: 2007 von Inlandsgods AB - Bantåg TMY 1157 - 2008 an Railcare T AB

### Railcare T AB
- 1105: 2008 von Bantåg Nordic AB - RCT TMY 1105
- 1110: 2016 von Three T AB - RCT TMY 1110
- 1150: 2008 von Bantåg Nordic AB - RCT TMY 1150
- 1150: 2008 von Bantåg Nordic AB - RCT TMY 1157

### Tågåkeriet i Bergslagen AB
- 1108: 2003 von DSB - Tågab TMY 106
- 1113: 1996 von DSB - Tågab TMY 105
- 1118: 1996 von DSB als Ersatzteilspender - Tågab MY 1118 - 2007 verschrottet
- 1121: 1993 von DSB - Tågab TMY 101
- 1123: 1993 von DSB - Tågab TMY 103
- 1128: 1993 von DSB - Tågab TMY 102 - 2009 an Strukton TMY 9505
- 1132: 2007 von Inlandsgods AB - Tågab TMY 110
- 1141: 2007 von Inlandsgods AB - Tågab TMY 1141 - Ersatzteilspender
- 1156: 2007 von Inlandsgods AB - Tågab MY 1156 - 2015 an Kárpát Vasút 459 022 in Ungarn

### Privat Banen Sønderjylland
- 1110: 1997 von DSB - PBS MY 1110 - 2001 an TraXion
- 1116: 1999 von DSB - PBS MY 1116 - 2000 verschrottet
- 1120: 1997 von DSB - PBS MY 1120 - 2000 Motor an PBS MY 1148 - 2005 verschrottet
- 1122: 1997 von DSB - PBS MY 1122 - 2001 an TraXion
- 1124: 1997 von DSB - PBS MY 1124 - 2001 an TraXion
- 1132: 1997 von DSB - PBS MY 1132 - 2003 an Inlandsgods AB
- 1134: 1997 von DSB - PBS MY 1134 - 2001 an TraXion
- 1148: 2000 von DSB - PBS MY 1148 - 2006 an Scandic Rail Partners ApS

### TraXion
- 1110: 2001 von Privat Banen Sønderjylland - TRX MY 1110 - 2002 an Skånetåg AB
- 1122: 2001 von Privat Banen Sønderjylland - TRX MY 1122 - 2002 an Skånetåg AB
- 1124: 2001 von Privat Banen Sønderjylland - TRX MY 1124 - 2002 an Skånetåg AB
- 1134: 2001 von Privat Banen Sønderjylland - TRX MY 1134 - 2002 an Skånetåg AB
- 1150: 2001 von DSB - TRX MY 1150 - 2003 an TGOJ
- 1156: 2001 von DSB - TRX MY 1156 - 2005 an TGOJ
- 1157: 2001 von DSB - TRX MY 1157 - 2003 an TGOJ

### TGOJ
- 1150: 2003 von TraXion - TGOJ TMY 1150 - 2003 an Inlandsgods AB
- 1156: 2003 von TraXion - TGOJ TMY 1156 - 2005 an Inlandsgods AB
- 1156: 2003 von TraXion - TGOJ TMY 1157 - 2004 an Inlandsgods AB

### Skånetåg AB
- 1110: 2002 von TraXion - SAB TMY 1110 - 2005 an Motala Verkstad AB
- 1122: 2001 von TraXion - SAB TMY 1122 - 2005 an Motala Verkstad AB
- 1124: 2001 von TraXion - SAB TMY 1124 - 2005 an Motala Verkstad AB
- 1134: 2002 von TraXion - SAB TMY 1134 - 2005 an Motala Verkstad AB

### Motala Verkstad AB
- 1110: 2005 von Skånetåg AB - MVAB TMY 1110 - 2008 an Stena Recycling AB
- 1122: 2005 von Skånetåg AB - MVAB TMY 1122 - 2008 an Stena Recycling AB
- 1124: 2005 von Skånetåg AB - MVAB TMY 1124 - 2008 an Stena Recycling AB
- 1134: 2005 von Skånetåg AB - MVAB TMY 1134 - 2008 an Stena Recycling AB

### Stena Recycling AB
- 1110: 2008 von Motala Verkstad AB - Stena TMY 1110 - 2010 an Three T AB
- 1122: 2005 von Motala Verkstad AB - Stena TMY 1122 - 2010 an Railcare Danmark
- 1124: 2005 von Motala Verkstad AB - Stena TMY 1124 - 2010 an Railcare Danmark
- 1134: 2008 von Motala Verkstad AB - Stena TMY 1134 - 2010 an Railcare Danmark

### Three T AB
- 1110: 2010 von Stena Recycling AB - TTT TMY 1110 - 2016 an Railcare T AB

### BSX Tåg AB
- 1111: 1996 von DSB - BSX TMY 1111 - 1998 an BSM Järnväg
- 1141: 1996 von DSB - BSX TMY 1141 - 1997 an BSM Järnväg

### BSM Järnväg
- 1111: 1998 von BSX Tåg AB - BSM TMY 1111 - 2000 an BK Tåg AB
- 1141: 1997 von BSX Tåg AB - BSM TMY 1141 - 2000 an BK Tåg AB

### BK Tåg AB
- 1111: 2000 von BSM Järnväg - BK TMY 1111 - 2004 an Svensk Tågteknik AB
- 1141: 2000 von BSM Järnväg - BK TMY 1141 - 2005 an Inlandsgods AB

### Svensk Tågteknik AB
- 1111: 2000 von BK Tåg AB - STT TMY 1111 - 2009 an Svensk Tågkraft AB

### Svensk Tågkraft AB
- 1111: 2009 von Svensk Tågteknik AB - STAB TMY 1111

### Scandic Rail Partners ApS
- 1148: 2006 von Privat Banen Sønderjylland - SRP MY 1148

### Railcare Danmark
- 1122: 2010 von Stena Recycling AB
- 1124: 2010 von Stena Recycling AB

### Eurotrac
- 1125: 1999 von DSB - V 170 1125 - 2003 an Eichholz Verkehr und Logistik GmbH
- 1127: 1999 von DSB - V 170 1127 - 2003 an Eichholz Verkehr und Logistik GmbH
- 1131: 1999 von DSB - V 170 1131 - 2003 an Eichholz Verkehr und Logistik GmbH
- 1138: 1999 von DSB - V 170 1138 - 2003 an Eichholz Verkehr und Logistik GmbH
- 1142: 1999 von DSB - V 170 1142 - 2003 an Eichholz Verkehr und Logistik GmbH
- 1143: 1999 von DSB - V 170 1143 - 2003 an Eichholz Verkehr und Logistik GmbH
- 1147: 1999 von DSB - V 170 1147 - 2003 an Eichholz Verkehr und Logistik GmbH
- 1149: 1999 von DSB - V 170 1149 - 2003 an Eichholz Verkehr und Logistik GmbH
- 1151: 1999 von DSB - V 170 1151 - 2003 an Eichholz Verkehr und Logistik GmbH
- 1155: 1999 von DSB - V 170 1155 - 2003 an Eichholz Verkehr und Logistik GmbH

### Eichholz Verkehr und Logistik
- 1125: 2003 von Eurotrac - V 170 1125 - 2007 an Strabag
- 1127: 2003 von Eurotrac - V 170 1127 - 2007 an Strabag
- 1131: 2003 von Eurotrac - V 170 1131 - 2007 an Strabag
- 1138: 2003 von Eurotrac - V 170 1138 - 2007 an Strabag
- 1142: 2003 von Eurotrac - V 170 1142 - 2007 an Strabag
- 1143: 2003 von Eurotrac - V 170 1143 - 2007 an Strabag
- 1147: 2003 von Eurotrac - V 170 1147 - 2007 an Strabag
- 1149: 2003 von Eurotrac - V 170 1149 - 2007 an Strabag
- 1151: 2003 von Eurotrac - V 170 1151 - 2007 an Strabag

### Strabag
- 1125: 2007 von Eichholz - V 170 1125 - 2010 an Karpat Vasut, Ungarn
- 1127: 2007 von Eichholz - V 170 1127 - 2010 an Altmark-Rail
- 1131: 2007 von Eichholz - V 170 1131 - 2010 an Erfurter Bahnservice
- 1138: 2007 von Eichholz - V 170 1138 - 2010 an CLR-Service
- 1142: 2007 von Eichholz - V 170 1142 - 2010 an Braunschweiger Bahn Service
- 1143: 2007 von Eichholz - V 170 1143 - als Ersatzteilspender verwendet
- 1147: 2003 von Eichholz - V 170 1147 - als Ersatzteilspender verwendet
- 1149: 2003 von Eichholz - V 170 1149 - 2010 an Altmark-Rail
- 1151: 2003 von Eichholz - V 170 1151 - 2010 an Altmark-Rail

### Strukton
- 1128: 2008 von Tågab - TMY 9505

### Odsherred Jernbane
- 1145: 2002 von DSB - OHJ MY 105 - 2003 an Vestsjællands Lokalbaner

### Vestsjællands Lokalbaner
- 1145: 2003 von Odsherred Jernbane - VL MY 105 - 2009 an Regionstog A/S

### Regionstog A/S
- 1145: 2009 von Vestsjællands Lokalbaner - RTOG MY 105

### Nordjyske Jernbaner
- 1146: 2002 von DSB - NJ M 17 - 2008 an CFL Cargo Danmark

### CFL Cargo Danmark
- 1146: 2008 von Nordjyske Jernbaner - CFL MY 1146 (EVN: 92 86 0021 146-2)
- 1154: 2007 von Dansk Jernbane ApS - CFL MY 1154 - 2008 an Contec Rail ApS
- 1158: 2007 von Dansk Jernbane ApS - CFL MY 1158 - 2008 an Contec Rail ApS

### Vemb–Lemvig–Thyborøn Jernbane
- 1152: 2001 von DSB - VLTJ MY 28 - 2008 an Midtjyske Jernbaner

### Midtjyske Jernbaner
- 1152: 2008 von Vemb–Lemvig–Thyborøn Jernbane - MjbaD MY 28

### Lollandsbanen
- 1153: 2002 von DSB - LJ M 38 - 2007 an Contec

### Contec Rail ApS
- 1153: 2007 von Lollandsbanen - Contec MY 1153
- 1154: 2007 von CFL Cargo Danmark ApS - Contec MY 1154
- 1158: 2007 von CFL Cargo Danmark ApS - Contec MY 1158

### Varde–Nørre Nebel Jernbane
- 1154: 2001 von DSB - VNJ MY 1154 - 2004 an Dansk Jernbane ApS
- 1158: 2001 von DSB - VNJ MY 1158 - 2004 an Dansk Jernbane ApS

### Dansk Jernbane ApS
- 1154: 2004 von Varde–Nørre Nebel Jernbane - DJ MY 1154 - 2007 an CFL Cargo Danmark ApS
- 1158: 2004 von Varde–Nørre Nebel Jernbane - DJ MY 1158 - 2007 an CFL Cargo Danmark ApS

### Kárpát Vasút
- 1156: 2015 von Tågåkeriet i Bergslagen AB - Kárpát Vasút 459 022